# Stor-Trollvattnet
Stor-Trollvattnet är en sjö i Kramfors kommun i Ångermanland och ingår i Nätraån-Ångermanälvens kustområde. Sjön har en area på 0,097 kvadratkilometer och ligger 298,6 meter över havet.

## Delavrinningsområde
Stor-Trollvattnet ingår i det delavrinningsområde (699652-161945) som SMHI kallar för Utloppet av Edssjön. Medelhöjden är 205 meter över havet och ytan är 5,13 kvadratkilometer. Det finns inga avrinningsområden uppströms utan avrinningsområdet är högsta punkten. Vattendraget som avvattnar avrinningsområdet har biflödesordning 2, vilket innebär att vattnet flödar genom totalt 2 vattendrag innan det når havet efter 4,2 kilometer. Avrinningsområdet består mestadels av skog (82 procent). Avrinningsområdet har 0,23 kvadratkilometer vattenytor vilket ger det en sjöprocent på 4,4 procent.